# العلاقات الألمانية الأندورية
العلاقات الألمانية الأندورية هي العلاقات الثنائية التي تجمع بين ألمانيا وأندورا.

## مقارنة بين البلدين
هذه مقارنة عامة ومرجعية للدولتين:
| وجه المقارنة                                              | ألمانيا                                                                              | أندورا                                                     |
| --------------------------------------------------------- | ------------------------------------------------------------------------------------ | ---------------------------------------------------------- |
| المساحة (كم2)                                             | 357.41 ألف                                                                           | 468                                                        |
| عدد السكان (نسمة)                                         | 81.29 مليون                                                                          | 76.18 ألف                                                  |
| الكثافة السكانية (ن./كم²)                                 | 227.44                                                                               | 16.28 ألف                                                  |
| العاصمة                                                   | بون، برلين                                                                           | أندورا لا فيلا                                             |
| اللغة الرسمية                                             | اللغة الألمانية                                                                      | اللغة الكتالونية                                           |
| العملة                                                    | يورو، مارك ألماني                                                                    | يورو                                                       |
| الناتج المحلي الإجمالي (بليون دولار)                      | 3.68 تريليون                                                                         | 3.01 مليار                                                 |
| الناتج المحلي الإجمالي (تعادل القوة الشرائية) بليون دولار | 3.92 تريليون                                                                         |                                                            |
| الناتج المحلي الإجمالي الاسمي للفرد دولار أمريكي          | 41.31 ألف                                                                            |                                                            |
| الناتج المحلي الإجمالي للفرد دولار أمريكي                 | 46.40 ألف                                                                            |                                                            |
| مؤشر التنمية البشرية                                      | 0.926                                                                                | 0.858                                                      |
| رمز المكالمات الدولي                                      | +49                                                                                  | +376                                                       |
| رمز الإنترنت                                              | .de                                                                                  | .ad                                                        |
| المنطقة الزمنية                                           | توقيت وسط أوروبا، ت ع م+01:00، ت ع م+02:00، توقيت أوروبا الوسطى المعياري (ت غ م +1) ‏ | ت ع م+01:00، توقيت وسط أوروبا، ت ع م+02:00، أوروبا/أندورا ‏ |

## منظمات دولية مشتركة
يشترك البلدان في عضوية مجموعة من المنظمات الدولية، منها:
| علم المنظمة | اسم المنظمة                    | تاريخ انضمام ألمانيا | تاريخ انضمام أندورا |
| ----------- | ------------------------------ | -------------------- | ------------------- |
|             | منظمة الأمن والتعاون في أوروبا | 25 يونيو 1973        | 25 أبريل 1996       |
|             | منظمة حظر الأسلحة الكيميائية   | 29 أبريل 1997        | ?                   |
|             | يونسكو                         | 11 يوليو 1951        | 20 أكتوبر 1993      |
|             | الاتحاد الدولي للاتصالات       | 1866                 | 12 نوفمبر 1993      |
|             | الأمم المتحدة                  | 18 سبتمبر 1973       | 28 يوليو 1993       |
|             | مجلس أوروبا                    | 13 يوليو 1950        | ?                   |
|             | منظمة الشرطة الجنائية الدولية  | ?                    | ?                   |

## أعلام
هذه قائمة لبعض الشخصيات التي تربطها علاقات بالبلدين:
- ماكس لوفيرا (لاعب كرة قدم أندوري، 8 يناير 1997[30] – )

## وصلات خارجية
- موقع وزارة الخارجية الألمانية
- موقع وزارة الخارجية الأندورية